# Sphaerotheciella gracillima
Sphaerotheciella gracillima là một loài rêu trong họ Cryphaeaceae. Loài này được Herzog B. H. Allen mô tả khoa học đầu tiên năm 2010.